# Fujifilm S2 Pro
 (mai 2010).
Si vous disposez d'ouvrages ou d'articles de référence ou si vous connaissez des sites web de qualité traitant du thème abordé ici, merci de compléter l'article en donnant les références utiles à sa vérifiabilité et en les liant à la section « Notes et références ».
Le Fujifilm FinePix S2 Pro est un appareil photographique reflex numérique produit par Fujifilm, il fait suite au Finepix S1 Pro.
Les professionnels de la photographie sont la cible principale à un tarif défiant la concurrence à l'époque. Le tarif annoncé est en effet de 2999€.

## Technique
Annoncé le 30 janvier 2002 par Fujifilm, il se base sur un reflex argentique Nikon : le F80 (aussi appelé N80 aux États-Unis). On pourra remarquer que ce modèle monte en gamme par rapport à son prédécesseur qui était lui basé sur le Nikon F60.
L'utilisation du châssis du Nikon F80 permet l'utilisation d'une monture Nikon F, s'ouvrant à toute la gamme d'objectifs Nikkor. 

L'adaptation de ce boîtier passe par l'intégration de deux écrans de contrôle sur le dos de l'appareil, toutefois l'avant de l'appareil n'a que peu évolué par rapport à son devancier. On remarque seulement que celui-ci a grandi de quelques centimètres vers le bas, mais au premier coup d'œil on pourrait simplement penser à un F80 avec son booster. Cet appendice permet d'assurer l'alimentation de l'appareil, qui se fait par 4 piles AA, éventuellement rechargeables, et 2 piles au lithium CR 123A pour le flash.
Le viseur optique est directement adapté du F80 lui aussi, et permet d'afficher 95 % de l'image. L'adaptation consiste en la mise en place d'un cache pour correspondre à la taille du capteur numérique par rapport au format natif.
À côté de cela, certains éléments découlent directement du Nikon F80, comme l'autofocus, le capteur de mesure de la lumière et l'obturateur sont issus du F80[réf. souhaitée]. Pour rappel, celui-ci offrait un autofocus à 5 zones et un obturateur montant au 1/4000e, avec synchro Flash au 1/125e.

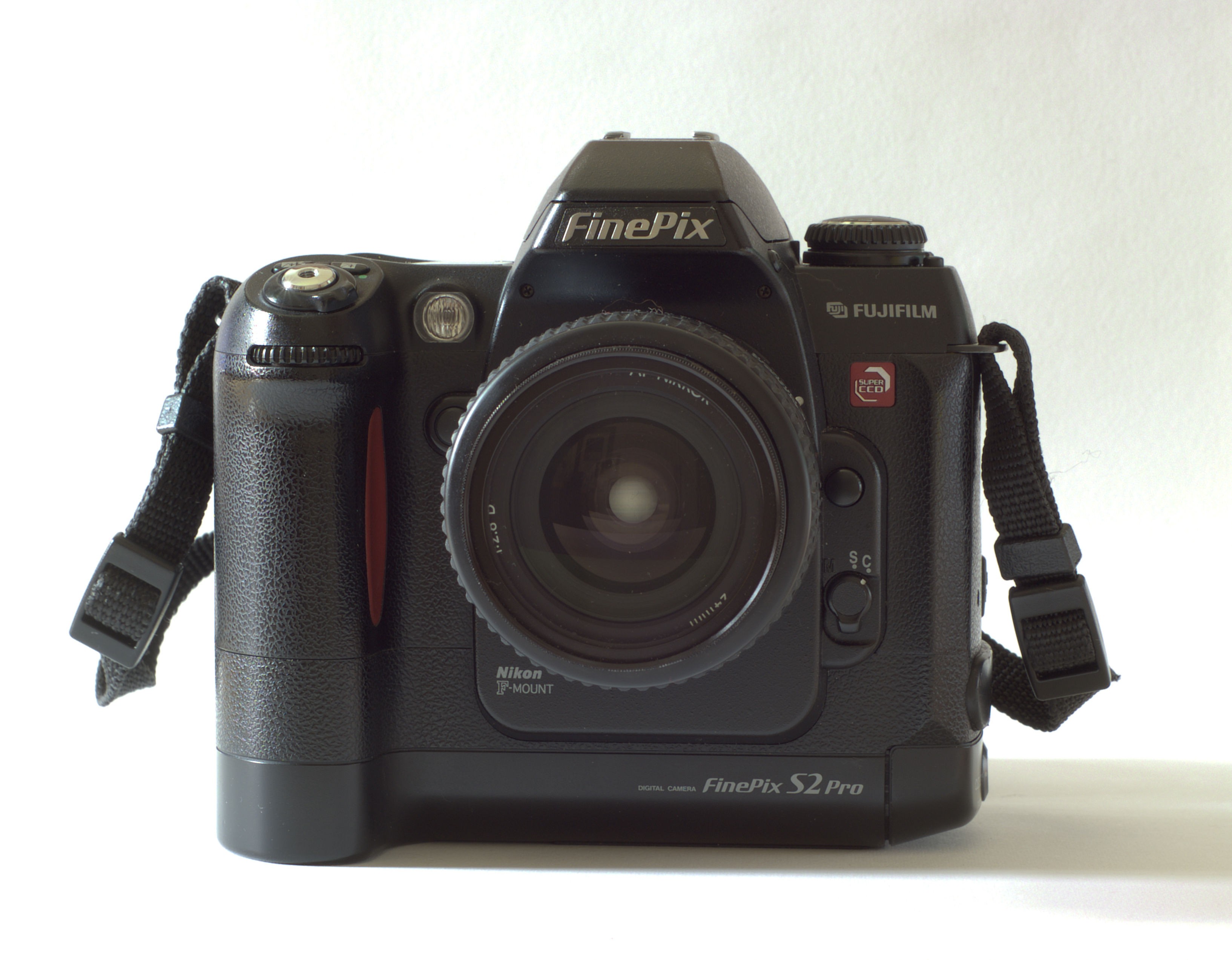
Fuji Finepix S2 Pro Vu de Face
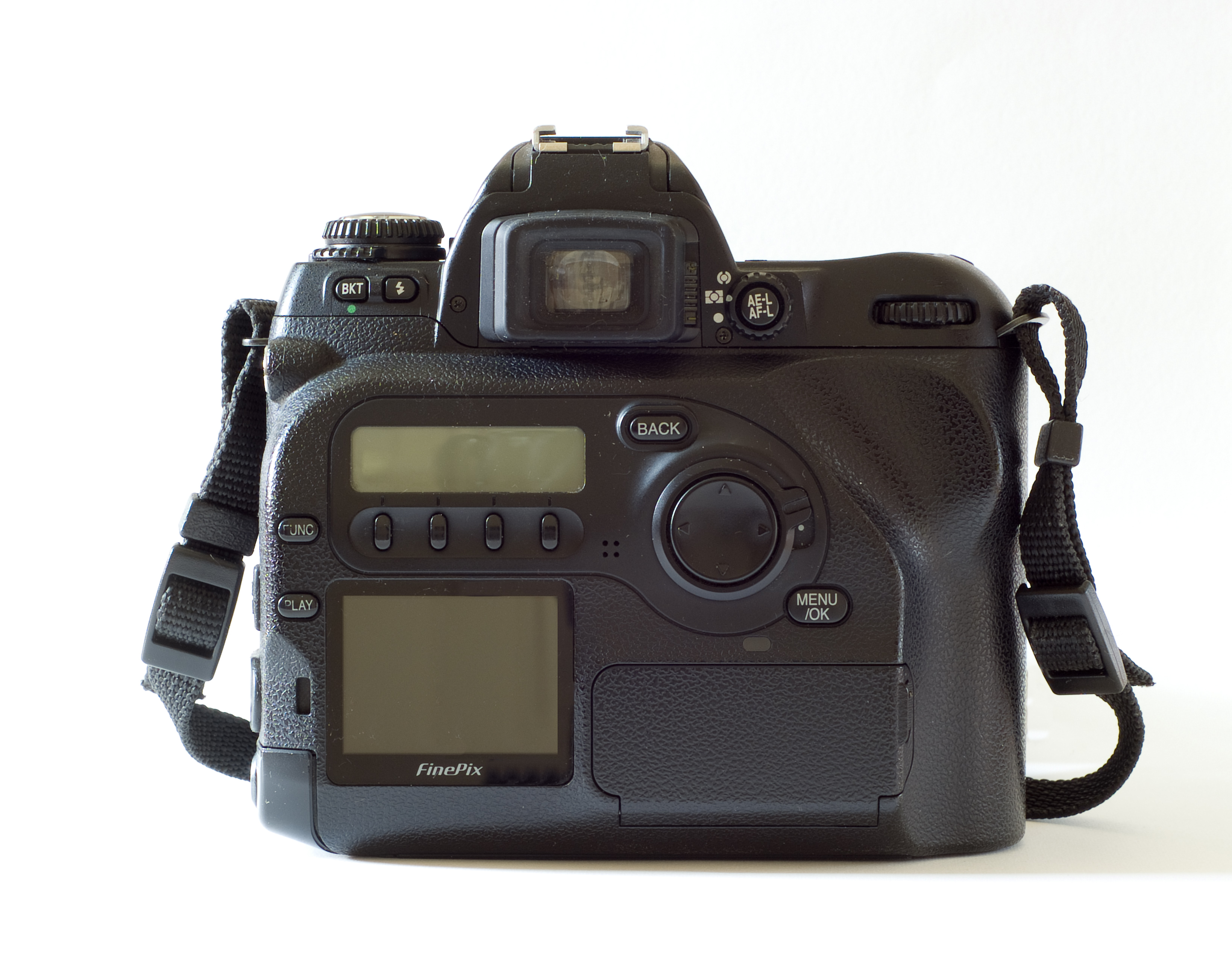
Fuji Finepix S2 Pro Vu de Dos

Ce reflex possède un capteur 6 Mpix de 3e génération utilisant une disposition en nid d'abeille des photosites, ce qui permet une interpolation en interne de la résolution, et des images d'une définition de 12,1 Mpix.